# Ласкаво просимо в джунглі
«Ласкаво просимо в джунглі» (англ. Welcome to the Jungle) — американо-британська пригодницька комедія 2013 року режисера Роба Мельцера.

## Сюжет
Персонал дизайнерської фірми вирушає на тропічний острів, щоб провести тренінг по зміцненню командної роботи. Усе йде добре поки інструктора не з'їдає тигр. Коли герої стикаються з першими серйозними труднощами, починається справжній хаос і боротьба за виживання.

## У ролях
| Актор                   | Роль            |
| ----------------------- | --------------- |
| Адам Броуді             | Кріс            |
| Роб Хюбел               | Філ             |
| Жан-Клод Ван Дамм       | Сторм           |
| Крістен Шаал            | Бренда          |
| Меган Бун               | Ліза            |
| Ерік Едельштейн         | Джаред          |
| Аарон Такахасі          | Трой            |
| Крістофер Ван Варенберг | Бретт           |
| Денніс Гейсберт         | містер Палмер   |
| Б'янка Брі              | Ешлі            |
| Роберт Пітерс           | Дейл            |
| Хуан С. Дефендіні       | Хав'єр          |
| Томмі Кавелін           | Боб Крайтон     |
| Марк Шерман             | Боб             |
| Браян Тестер            | морський офіцер |
| Зів Глассенберг         | Хав'єр          |
| Джон Піньєра            | Бадді Пілот     |
| Стефані Лопес           | Тіадора Пас     |
| Майкл Дж. Морріс        | Майкл           |
| Андреа Руїс             | бармен          |